# Swissair
Swissair — колишній головний авіаперевізник Швейцарії. Був головною авіакомпанією країни з 1931 по 2002 роки до банкрутства. Зараз Швейцарію обслуговує авіакомпанія Swiss International Air Lines.

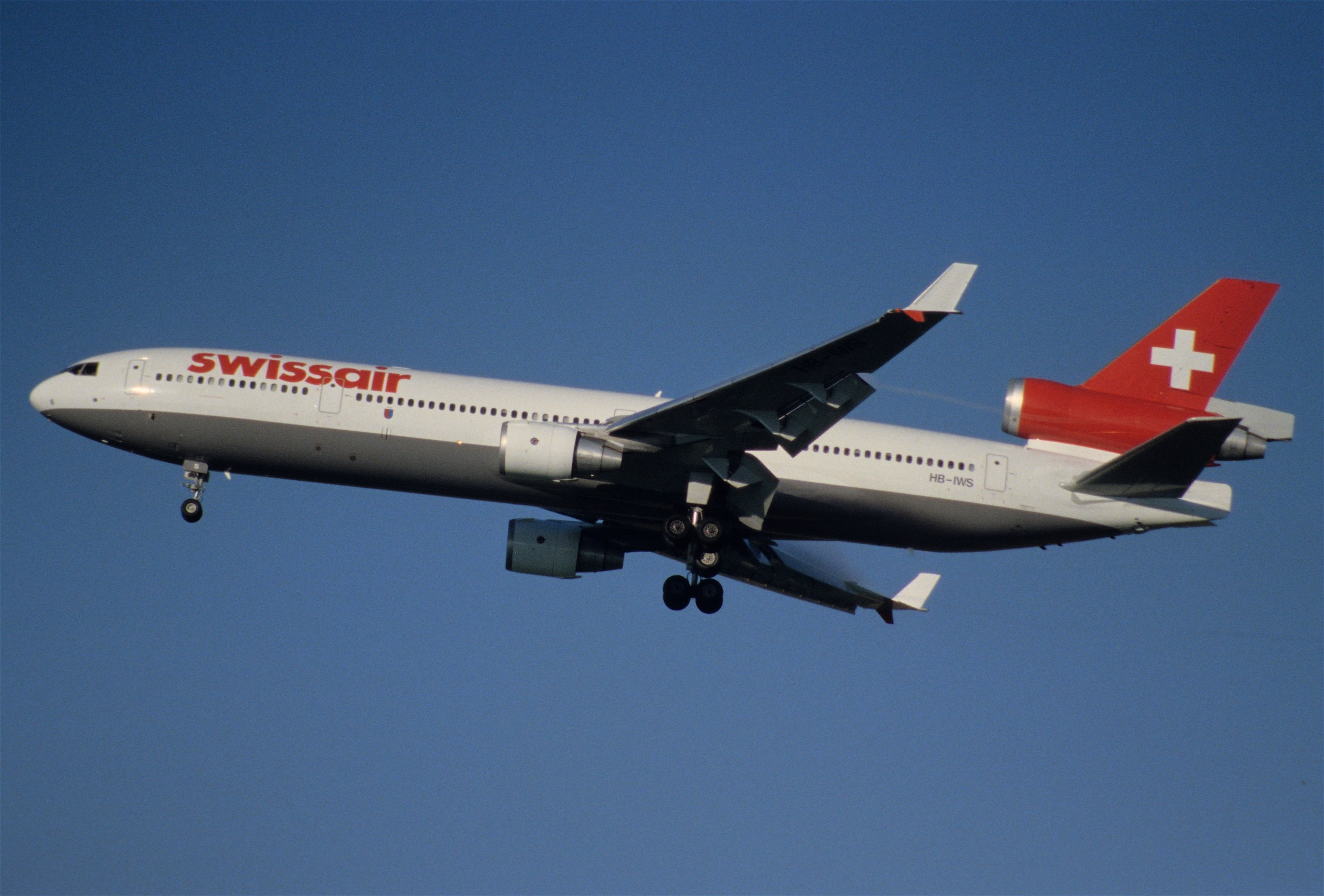
McDonnell Douglas MD-11 авіакомпанії Swissair.